# Simochromis diagramma

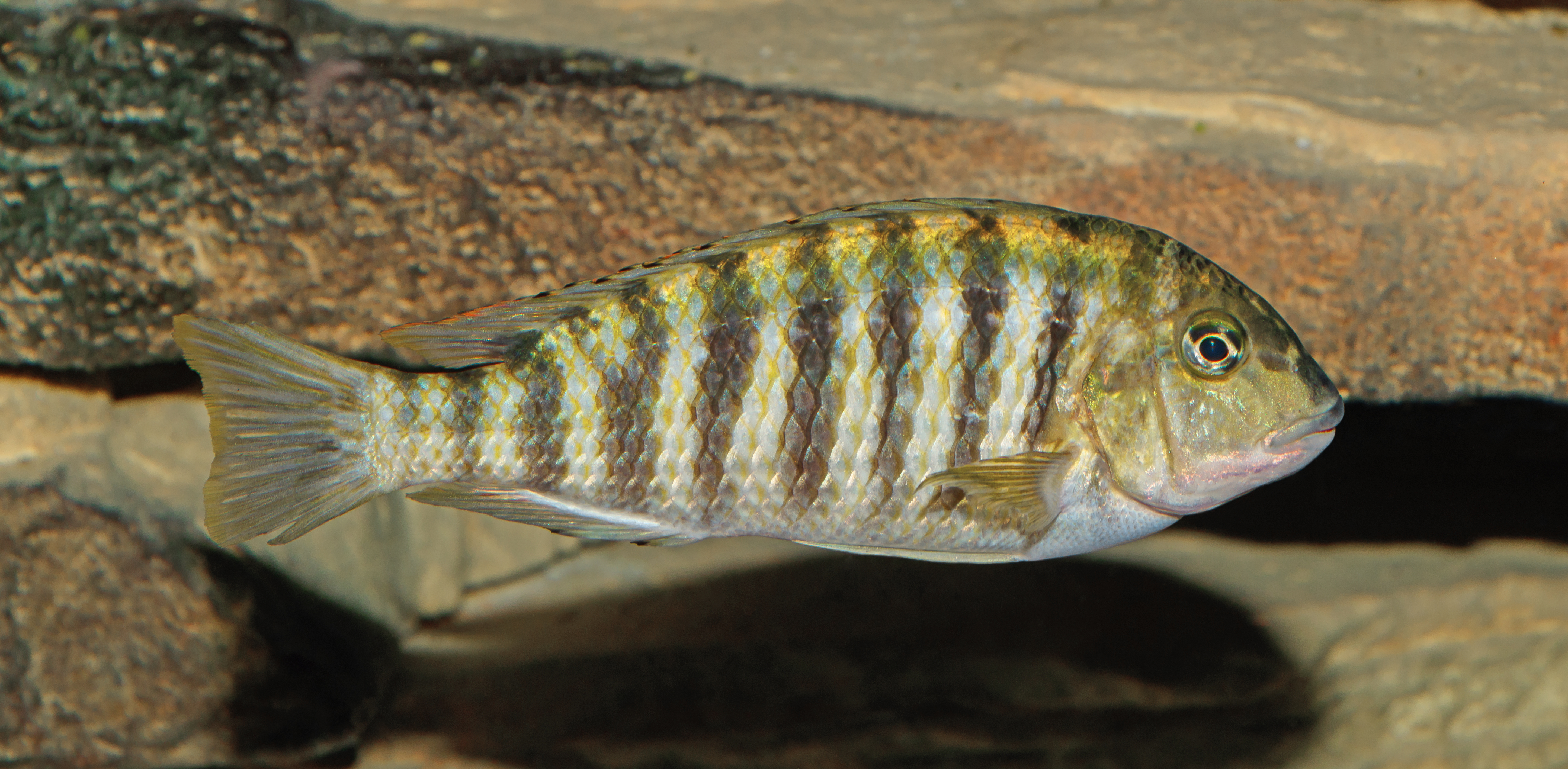
Photographie d'un spécimen de Simochromis diagramma.

Simochromis diagramma est une espèce de cichlidé endémique du lac Tanganyika. Ce poisson préfère les eaux troubles avec des substrats de gravats rocheux généralement à moins de 5 mètres et jamais à plus de 10 mètres de profondeur. Il peut atteindre une longueur de 19,5 centimètres. Ce poisson peut être retrouvé dans le commerce des poissons d’ornement.